# Noah Jupe
Noah Casford Jupe (Municipio de Islington, Londres, Inglaterra, 25 de febrero de 2005) es un actor británico. Es conocido por aparecer en la serie de televisión The Night Manager, la película de comedia oscura Suburbicon, la película dramática Wonder y la película de terror A Quiet Place. Hizo su debut como actor de largometraje en 2017 con la película dramática de guerra The Man with the Iron Heart.

## Biografía
Nació el 25 de febrero de 2005 es hijo del cineasta Chris Jupe y la actriz Katy Cavanagh. Actualmente vive en Mánchester. Tiene una hermana y un hermano, ambos menores que él.

## Carrera
Comenzó su carrera como actor en 2015-2016 con algunas pequeñas apariciones en las series de televisión Penny Dreadful y Downton Abbey. Más tarde, en 2016, desempeñó un papel importante en la serie de suspenso de espías The Night Manager junto con Tom Hiddleston. En 2016, también interpretó un papel importante en la serie Houdini y Doyle. 
En 2017, comenzó su carrera en películas, con su primer papel importante en The Man with the Iron Heart, un drama de la Segunda Guerra Mundial, en el que protagonizó junto con Jason Clarke y Rosamund Pike. También ese año, apareció en la película británica That Good Night, con John Hurt y Charles Dance; tuvo uno de los papeles principales, el hijo del personaje de Matt Damon, en la película de comedia negra Suburbicon, dirigida por George Clooney; y apareció en el drama de comedia Wonder como Jack Will, mejor amigo de Auggie Pullman (interpretado por Jacob Tremblay).
En 2018, protagonizó con Sam Worthington y Tom Wilkinson en la película de ciencia ficción The Titan, y junto a Emily Blunt y John Krasinski en la película de terror A Quiet Place, que tuvo muy buena acogida. Krasinski, quien escribió y dirigió la película, eligió a Jupe por recomendación de Clooney. 
Jupe protagonizará próximamente la adaptación del cortometraje de "My Pretty Pony" de Stephen King junto con Tobin Bell.
También protagonizó la película Honey Boy junto a Shia LaBeouf y Lucas Hedges, una película independiente basada en la vida de LaBeouf. Jupe interpretó a LaBeouf en su infancia.
Además, interpretó el papel de Matthew Wertz Jr. en la película No Sudden Move con David Harbour, Brendan Fraser, Julia Fox y Benicio del Toro.

## Filmografía

### Películas
| Año  | Título                      | Personaje         | Notas |
| ---- | --------------------------- | ----------------- | ----- |
| 2017 | The Man with the Iron Heart | Ata Morevac       |       |
| 2017 | That Good Night             | Ronaldo           |       |
| 2017 | Suburbicon                  | Nicky Lodge       |       |
| 2017 | Wonder                      | Jack Will         |       |
| 2018 | The Titan                   | Lucas Janssen     |       |
| 2018 | A Quiet Place               | Marcus Abbott     |       |
| 2018 | Holmes and Watson           | Doxy              |       |
| 2019 | Honey Boy                   | Young Otis Lort   |       |
| 2019 | Ford v. Ferrari             | Peter Miles       |       |
| 2021 | A Quiet Place Part II       | Marcus Abbott     |       |
| 2021 | Sin movimientos bruscos     | Matthew Wertz Jr. |       |
| 2023 | Dreamin' Wild               | Donnie joven      |       |
| 2023 | La elefanta del mago        | Peter             |       |

### Televisión
| Año  | Título                | Personaje            | Notas                             |
| ---- | --------------------- | -------------------- | --------------------------------- |
| 2015 | Penny Dreadful        | Charles Chandler     | Episodio: "And They Were Enemies" |
| 2015 | A Song for Jenny      | William              | TV película                       |
| 2015 | Downton Abbey         | Niño                 | Temporada 6, episodio 6           |
| 2016 | The Night Manager     | Daniel Roper         | 3 episodios                       |
| 2016 | Houdini and Doyle     | Kingsley Conan Doyle | 5 episodios                       |
| 2016 | The Last Dragonslayer | Tiger Prawns         | TV película                       |
| 2020 | The Undoing           | Henry Fraser         | miniserie                         |